# Aligot
Aligot je pokrm francouzské kuchyně. Připravuje se z uvařených a rozmačkaných brambor, k nimž se přidává máslo, smetana, nastrouhaný sýr, česnek, pepř a sůl. Směs se dlouho zpracovává zatepla, až se rozpuštěný sýr spojí s bramborovou kaší a vytvoří elastickou hmotu, která se dá vytáhnout až do dvoumetrové délky. Doporučuje se na kilogram brambor použít minimálně půl kilogramu sýra. Nejčastěji se aligot připravuje z místního nízkotučného sýra tomme, který se vyrábí z odstředěného kravského mléka. Někdy se tomme nahrazuje mozzarellou nebo cantalem.
Aligot je specialitou Francouzského středohoří, obzvláště regionu Aubrac. V místních domácnostech se odnepaměti připravovala posilující hustá polévka z chleba, vývaru a domácího sýra. V klášteře Saint-Chély-d’Aubrac se tento pokrm podával také poutníkům na Svatojakubské cestě, kteří prosili o něco k jídlu a z latinského výrazu aliquid (něco) vznikl název aligot. Jiné výklady odvozují původ názvu ze starofrancouzského haligoter (trhat) nebo z německé oblasti Allgäu, odkud přicházelo mnoho poutníků do Santiaga de Compostela.
Řehoř z Tours uvádí legendu o setkání biskupů z Rouergue, Auvergne a Gévaudanu na rozhraní jejich diecézí. Jeden přinesl sýr, druhý chléb a třetí smetanu a společně si z těchto surovin připravili jídlo. V devatenáctém století byl chléb v receptu nahrazen bramborami. Aligot je v Aubracu oblíbeným svátečním pokrmem a podává se obvykle s uzeninou a červeným vínem.